# Sherab Gatsel Lobling School
La Sherab Gatsel Lobling School, anciennement connue sous le nom de la Tibetan Transit School (T.T.S.) se trouve à Dharamsala, une ville du nord de l’Inde située dans l’État de l’Himachal Pradesh. 

## Histoire
Autrefois appelée la Tibetan Transit School, la Sherab Gatsel Lobling School fut fondée le 7 mai 1993 dans le but de fournir une éducation aux nouveaux arrivants en Inde exilés du Tibet, âgés de 18 à 30 ans. Ouverte le 1er avril 1993, l’école fut administrée par le Tibetan Reception Center, qui en confia plus tard la charge au ministère de l’Education en février 2002. L’établissement a offert une éducation à plus de 6 400 étudiants depuis sa création.

## Organisation de l'école
Un peu plus de 400 étudiants sont hébergés et reçoivent une éducation sur une période de cinq ans. Ils ont la possibilité de suivre des cours d’informatique et des formations professionnelles dans le domaine du façonnage et de la peinture. Le tout est donné en tibétain et en anglais par une équipe constituée de 50 professeurs et membres du personnel.
L’école est constituée de dortoirs pour filles et pour les garçons, ainsi que d’un bâtiment pédagogique et de plusieurs maisons réservées au corps enseignant. Ces jeunes étudiants ne sont généralement pas intégrés dans le système éducatif indien. Les Tibétains qui grandissent dans le milieu rural du Tibet vivent trop loin des écoles publiques et n’ont souvent pas la possibilité de suivre un enseignement scolaire basique. Environ 60 % des étudiants retournent au Tibet après leur formation à la Sherab Gatsel Lobling School. 
Les étudiants sélectionnés par la T.T.S sont formés pour une période additionnelle de deux ans en anglais, informatique et chinois dans des projets de soutien tel que le Kunpan Cultural School (en), fourni par la fondation ES Tibet (en).